# Шинга, Квензокуле
Квензокуле Нканьисо Шинга (англ. Kwenzokuhle Nkanyiso Shinga; род. 30 марта 2000, Дурбан, Квазулу-Натал) — южноафриканский футболист, защитник клуба «Эштрела».

## Карьера

### «Пиньяльновенсе»
Занимался футболом в южноафриканской футбольной Академии КЗН. В августе 2018 года футболист перебрался в португальскую «Виторию», где выступал за юношескую и молодёжную команды. В июле 2020 года футболист перешёл в португальский клуб «Пиньяльновенсе». Дебютировал за клуб 18 октября 2020 года в матче против клуба «Амора», выйдя на поле на 59 минуте. Футболист быстро смог закрепиться в основной команде клуба, став одним из ключевых игроков. Закончил сезон на итоговом шестом месте в чемпионате.

### «Жувентуде» Эвора
В июле 2021 года футболист на павах свободного агента перебрался в эворский клуб «Жувентуде». Дебютировал за клуб 19 сентября 2021 года в матче против клуба «Унион Монтемор», выйдя на поле в стартовом составе. На протяжении всего сезона футболист был в клубе одним из ключевых игроков, почти все матчи проведя в стартовом составе. Закончил сезон вместе с клубом на итоговом четвёртом месте в чемпионате.

### «Эштрела» Амадора
В июле 2022 года футболист перешёл в португальскую «Эштрелу». В клубе футболист первоначально отправился выступать за молодёжную команду. В октябре 2022 года футболист стал тренироваться с основной командой клуба. Дебютировал за клуб 31 октября 2022 года в матче против клуба «Вилафранкенсе», выйдя на замену на 92 минуте. Первым результативным действием за клуб футболист отличился 17 декабря 2022 года в матче Кубка португальской лиги против клуба «Пенафиел», отдав голевую передачу.

#### Аренда в «Спортинг» Ковильян
В январе 2023 года футболист на правах арендного соглашения присоединился к ковильянскому «Спортингу» до конца сезона. Дебютировал за клуб 22 января 2023 года в матче против клуба «Морейренсе», выйдя на поле в стартовом составе. Первым результативным действием за клуб футболист отличился 15 апреля 2023 года в матче против клуба «Лейшойнш», отдав голевую передачу. На протяжении всего сезона футболист был ключевым игроком клуба, однако по итогу вместе с клубом занял последнее место в чемпионате. По окончании срока арендного соглашения покинул клуб.

#### Возвращение в «Эштрелу»
В августе 2023 года футболист продлил свой контракт с клубом до 2025 года. Дебютный матч в Примейра-лиге сыграл 25 августа 2023 года против клуба «Эшторил-Прая», выйдя на поле в стартовом составе.

## Международная карьера
В 2016 году футболист выступал за юношескую сборную ЮАР до 17 лет. Также футболист вызывался в молодёжную сборную ЮАР до 20 лет.